# الجاول
ال جاول یک منطقهٔ مسکونی در یمن است که در استان ابین واقع شده‌است.